# 小岩井乳業

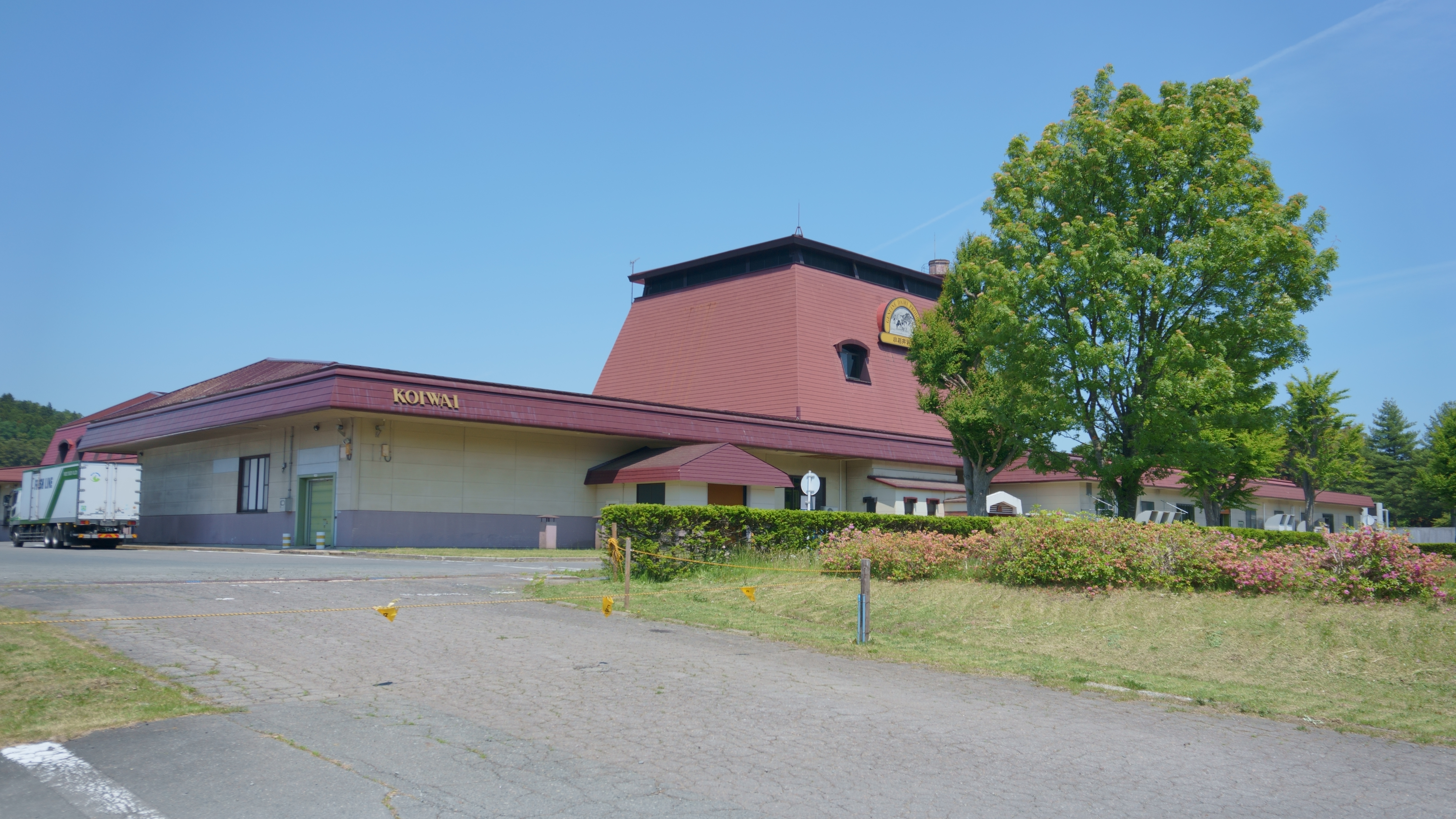
小岩井工場

小岩井乳業株式会社（こいわいにゅうぎょう、英: KOIWAI DAIRY PRODUCTS CO., LTD.）は、東京都中野区に本社を置く乳業メーカー。

## 概要
1891年創業の小岩井農場（三菱系）を母体とし、1976年、小岩井農場を経営する小岩井農牧株式会社（1938年設立）の乳業部門を引き継ぎ、同社と三菱系の麒麟麦酒株式会社（現・キリンホールディングス）との折半出資により設立された。2004年4月にキリンビバレッジ株式会社が資本参加して、筆頭株主となり、2005年1月に同社のチルド飲料事業を譲り受け機能統合を行った。その後、チルド飲料事業は2007年にキリンビバレッジへ譲渡され、2010年12月まで同社から委託される形で生産販売を行っていた。
小岩井農場（岩手県岩手郡雫石町）内の小岩井工場、埼玉県狭山市の東京工場、栃木県那須塩原市の那須工場などの生産拠点を持つ。
2010年9月28日、キリンホールディングスが小岩井乳業の再編を発表。まず、同年10月29日付で、キリンビバレッジが保有する同社株式すべてをキリンホールディングスに譲渡、キリンホールディングスの直接子会社となった（この時点での株式保有比率は75.5%）。続いて、11月末にキリンホールディングスに対して第三者割当増資を実施、キリンホールディングスは株式保有比率をさらに引き上げてほぼ全ての株式を保有するようになった。そして、2011年1月4日付でチルド飲料製造部門（東京工場含む）を分割して「キリンチルドビバレッジ株式会社」を新設し、キリンビバレッジに譲渡した。同時に販売委託先もグリコ乳業（現・江崎グリコ）に変更された。
再編完了後の小岩井乳業は、キリンホールディングスの直接事業子会社に位置づけられ、乳製品の製造・販売に特化するが、2020年10月31日でフルーツ乳飲料「小岩井フルーツ」の販売を終了し、2021年3月25日、「2021年3月をもって『ビン商品』の製造、および、販売を終了する。」と発表した。。

## 主な商品

### 牛乳・飲料等
- 小岩井牛乳
- 小岩井農場3.7牛乳
- 小岩井低脂肪牛乳
- 小岩井無脂肪牛乳
- 小岩井まきば
- 小岩井コーヒー
- 小岩井コーヒー豆2倍
- 小岩井いちご

### ヨーグルト
- 小岩井生乳100%ヨーグルト
- 小岩井プレーンヨーグルトグルメファン
- 小岩井低脂肪ヨーグルト
- 小岩井まきばヨーグルト

### 乳製品
- 小岩井純良バター
- 小岩井クリーミーカマンベールチーズ
- 小岩井6Pチーズ
- 小岩井クリーミー6Pチーズ
- 小岩井オードブルチーズ
- 小岩井レーズン&バター
- 小岩井こんがり焼けるチーズ

## キリンビバレッジ製品の生産・販売
2007年11月1日付で、自社の乳製品を除くチルド飲料（紙パックおよびプラスチックカップ商品）事業をキリンビバレッジに譲渡した。事業譲渡後も、キリンビバレッジからの委託によって午後の紅茶・トロピカーナなどの製品の生産・販売を継続していたが、販売者はキリンビバレッジ名義となり、パッケージに表記されていた「本製品はキリンビバレッジ（株）との提携により小岩井乳業（株）がお届けしています。」の記述も無くなっている。上述のチルド飲料生産部門譲渡・販売委託先変更によって、当社によるキリンビバレッジ製品の生産・販売は終了した。

## その他
- ニンテンドー ゲームキューブのゲーム「ピクミン2」において、スペシャルサンクスとして作中に登場した『お宝』に協力した。
- 熊本県にある三菱サイダーを製造する乳製品メーカー弘乳舎は、小岩井乳業や三菱グループとは無関係である（2013年にアスラポート・ダイニングの傘下に入った）。